# CAMS.55
CAMS 55 — французский морской разведчик-бомбардировщик с экипажем из пяти человек, представлявший собой военный вариант удачной пассажирской летающей лодки CAMS 53. Создан под руководством Мориса Юреля в 1928 году.

## История создания
Лодка спроектирована в КБ фирмы «Шантьерс Эро-Маритимс де ла Сейн» (CAMS) на базе пассажирского типа CAMS 53. Опытного образца не было, головной серийный CAMS 55.1 выпустили в 1928 г. Постройка серии осуществлялась на предприятии CAMS (позднее SNCAN) в Сен-Дени.
В начале Второй мировой войны на вооружении строевых частей французского флота сохранились CAMS 55.10, к маю 1940 г. все они были выведены во 2-ю линию. Но за счет резерва и учебных частей в начале войны сформировали эскадрильи на CAMS 55.1 и CAMS 55.10, осуществлявшие спасательные операции до августа 1940 г.
Самолёт перестали выпускать в середине 1935 г. Во Франции его сняли с вооружения в августе 1940 г. , все машины пустили на слом. Два самолёта CAMS 55.1 сохранились на о. Таити. Эскадрилья «Свободной Франции» эксплуатировала их до января 1941 г.

## Конструкция
Двухмоторный деревянный (или смешанной конструкции) биплан. Двигатели установлены тандемом в гондоле между верхним и нижним крыльями.

## Модификации[3]
- CAMS 55.1 — с моторами HS 12Lbr. Выпущено 43 самолёта.
- CAMS 55.2 — с моторами GR 9Akx. Изготовлено 29 единиц.
- CAMS 55.10 — самолёт деревянной конструкции с моторами GR 9Kbr. Выпущено 32 самолёта, 16 из которых получили цельнометаллические подкрыльевые поплавки. Последние 4 машины были выполнены в «колониальном» исполнении с более мощной радиостанцией.
- CAMS 55.3, CAMS 55.6, CAMS 55.11, CAMS 55.14 — модификации, существовавшие в единственном экземпляре. Отличались металлическим набором и другими усовершенствованиями.

## Тактико-технические характеристики
Источник данных: Андрей Харук. Все гидросамолеты Второй Мировой. Иллюстрированная цветная энциклопедия. Москва: «Эксмо», 2013. — 328 с.

Технические характеристики
- Экипаж: 5 человек
- Длина: 15,03 м
- Размах крыла: 20,4 м
- Высота: 5,41 м
- Площадь крыла: 113,5 м²
- Масса пустого: 4 642 кг
- Нормальная взлётная масса: 5 530 кг
- Максимальная взлётная масса: 6 900 кг
- Силовая установка: 2 × воздушный Гном-Рон GR 9Kbr
- Мощность двигателей: 2 × 530

Лётные характеристики
- Максимальная скорость: 216 км/ч
- Крейсерская скорость: 151 км/ч
- Практическая дальность: 1300 км
- Практический потолок: 3 400 м

Вооружение
- Стрелково-пушечное: 4 7,7-мм пулемета "Льюис"
- Боевая нагрузка: 300 кг бомб